# Margecianska línia
Margecianska línia – pomnik przyrody nr 607 na Słowacji, zlokalizowany na południe od miejscowości Margecany (kraj koszycki), przy ujściu Hnilca do Hornadu.
Pomnik ma powierzchnię 4.384 m² i został ogłoszony w 1990 roku. Chroni ścianę skalną, która odsłania jedną z najważniejszych linii tektonicznych Karpat Zachodnich. Stanowi ona granicę między jednostkami geomorfologicznymi Volovské vrchy i Čierna hora. Stanowi też znaczący element krajobrazowy nad zbiornikiem Ružín.
U stóp skały przebiega droga krajowa nr 547 i wiodący nią szlak rowerowy Hnilecká cyklomagistrála, a także  czerwony szlak pieszy z Margecan do Slovinek.